# Rocksteady Studios
Rocksteady Studios is een computerspelontwikkelaar, eigendom van Time Warner. Het bedrijf heeft ongeveer 250 werknemers en is gevestigd in Londen, Groot-Brittannië. Rocksteady is voornamelijk bekend van hun bijdrage aan de Batman: Arkham-reeks.

## Games
Dit is de lijst van spellen ontwikkeld door Rocksteady Studios:
| Release | Titel                                  | Platform                                |
| ------- | -------------------------------------- | --------------------------------------- |
| 2006    | Urban Chaos: Riot Response             | PlayStation 2, Xbox                     |
| 2009    | Batman: Arkham Asylum                  | OS X, PlayStation 3, Windows, Xbox 360  |
| 2011    | Batman: Arkham City                    | PlayStation 3, Wii U, Windows, Xbox 360 |
| 2015    | Batman: Arkham Knight                  | PlayStation 4, Windows, Xbox One        |
| 2016    | Batman: Arkham VR                      | PlayStation VR                          |
| 2024    | Suicide Squad: Kill the Justice League | PlayStation 5, Windows, Xbox Series     |